# Michael Burnham
Michael Burnham je izmišljeni lik iz serije Zvjezdane staze: Discovery. Glumi ju Sonequa Martin-Green. Kao dijete ju glumi Arista Arhin.

## Fiktivna biografija

### Rani život
Rođena je na Zemlji. Klingonci su joj ubili roditelje tijekom napada na istraživačku bazu Doctari Alpha, dok je bila još mlada. Odgojio ju je Sarek na Vulkanu, čime postaje prvi čovjek koji pohađa naučnički centar na Vulkanu, kao i Vulkansku znanstvenu akademiju, DIS: The Vulcan Hello; Battle at the Binary Starsod 2245. do 2249. godine, gdje naučava kvantnu mehaniku.DIS: The Butcher's Knife Cares Not for the Lamb's Cry.
Kao dijete, Burnham je zahvaćena napadom na naučnički centar. Bombardiranje ju je onesvjestilo, pa je Sarek izveo stapanje umova (mind meld) kako bi ju osvjestio. Kao rezultat toga, dio Sarekove katre ostao je u njenu umu, što mu je kasnije omogućilo da s njom komunicira čak i preko velikih udaljenosti.DIS: Battle at the Binary StarsBurnham je dobitnica Vulkanske znanstvene legije časti.DIS: The Butcher's Knife Cares Not for the Lamb's Cry

### Karijera u Floti

#### USS Shenzhou
2249. godine, Burnham se pridružila Zvjezdanoj floti, te je dodijeljena zvjezdanom brodu USS Shenzhou, pod kapetanicom Philippom Georgiou. Primarno joj je polje interesa ksenoantropologija. Eventualno je došla do čina zapovjednice, i 2256. je već bila prva časnica kapetanice Georgiou.DIS: The Vulcan Hello; Battle at the Binary Stars

#### Susret s Klingoncima
Prethodeći Bitci Binarnih zvijezda (Battle of the Binary Stars), Burnham se pobunila protiv kapetanice, i preuzela kontrolu na Shenzhou-om, kako bi, sukladno Sarekovim savjetima, napala Klingonce, što bi oni vidjeli kao častan potez, pa bi i Federaciju vidjeli kao dostojnog neprijatelja. Za taj je čin osuđena za pobunu, za što je i sama priznala krivnju. Ostala je bez čina, i osuđena je na život u zatvoru.DIS: Battle at the Binary Stars